# Hong Kong Football Association Cup
La Hong Kong Football Association Cup è la principale competizione calcistica a eliminazione diretta di Hong Kong. Organizzata dalla Federazione calcistica di Hong Kong, è stata istituita nella stagione sportiva 1974-1975 e si svolge con cadenza annuale.
La squadra più titolata nella competizione è il South China, con 10 titoli in bacheca.

## Finali
- Lista delle finali della Coppa FA di Hong Kong.[1]

| Stagione | Campione                                         | Risultato                                        | Finalista                                        | Stadio                                           |
| -------- | ------------------------------------------------ | ------------------------------------------------ | ------------------------------------------------ | ------------------------------------------------ |
| 1974–75  | Seiko                                            | 0-1, 5-1                                         | H.K. Rangers                                     | Government Stadium                               |
| 1975–76  | Seiko                                            | 2-1, 1-0                                         | South China                                      | Government Stadium                               |
| 1976–77  | H.K. Rangers                                     | 3-1, 0-1                                         | Tung Sing                                        | Government Stadium                               |
| 1977–78  | Seiko                                            | 2-1                                              | Blake Garden                                     | Government Stadium                               |
| 1978–79  | Yuen Long                                        | 2-2 (4-2 pen.)                                   | Seiko                                            | Government Stadium                               |
| 1979–80  | Seiko                                            | 3-2                                              | Bulova                                           | Government Stadium                               |
| 1980–81  | Seiko                                            | 2-0                                              | Sea Bee                                          | Government Stadium                               |
| 1981–82  | Bulova                                           | 4-1                                              | Sea Bee                                          | Government Stadium                               |
| 1982–83  | Bulova                                           | 3-0                                              | H.K. Rangers                                     |                                                  |
| 1983–84  | Eastern                                          | 2-1                                              | Zindabad                                         |                                                  |
| 1984–85  | South China                                      | 2-2, 3-1 rep.                                    | Harps                                            |                                                  |
| 1985–86  | Seiko                                            | 2-1                                              | South China                                      |                                                  |
| 1986–87  | South China                                      | 4-1                                              | Happy Valley                                     |                                                  |
| 1987–88  | South China                                      | 2-0                                              | Tsuen Wan                                        |                                                  |
| 1988–89  | Double Flower                                    | 2-0                                              | Tsuen Wan                                        | Government Stadium                               |
| 1989–90  | South China                                      | 1-0                                              | Lai Sun                                          |                                                  |
| 1990–91  | South China                                      | 2-1                                              | Lai Sun                                          |                                                  |
| 1991–92  | Ernest Borel                                     | 1-0                                              | Instant-Dict                                     |                                                  |
| 1992–93  | Eastern                                          | 1-0                                              | Ernest Borel                                     |                                                  |
| 1993–94  | Eastern                                          | 4-1                                              | Happy Valley                                     |                                                  |
| 1994–95  | H.K. Rangers                                     | 3-0                                              | Eastern                                          |                                                  |
| 1995–96  | South China                                      | 4-1                                              | Golden                                           |                                                  |
| 1996–97  | Instant-Dict                                     | 2-1 (et)                                         | Sing Tao                                         |                                                  |
| 1997–98  | Instant-Dict                                     | 3-1                                              | South China                                      |                                                  |
| 1998–99  | South China                                      | 1-0 (et)                                         | Instant-Dict                                     | Hong Kong Stadium                                |
| 1999–00  | Happy Valley                                     | 7-2                                              | Orient & Yee Hope Union                          | Hong Kong Stadium                                |
| 2000–01  | Instant-Dict                                     | 2-0                                              | South China                                      | Hong Kong Stadium                                |
| 2001–02  | South China                                      | 1-0                                              | Sun Hei                                          | Hong Kong Stadium                                |
| 2002–03  | Sun Hei                                          | 2-1 (et)                                         | Buler Rangers                                    | Mong Kok Stadium                                 |
| 2003–04  | Happy Valley                                     | 3-1                                              | Kitchee                                          | Hong Kong Stadium                                |
| 2004–05  | Sun Hei                                          | 2-1 (et)                                         | Happy Valley                                     | Hong Kong Stadium                                |
| 2005–06  | Sun Hei                                          | 1-0                                              | Happy Valley                                     | Mong Kok Stadium                                 |
| 2006–07  | South China                                      | 3-1                                              | Happy Valley                                     | Hong Kong Stadium                                |
| 2007–08  | Citizen                                          | 2-0                                              | Tai Po                                           | Hong Kong Stadium                                |
| 2008–09  | Tai Po                                           | 4-2                                              | TSW Pegasus                                      | Hong Kong Stadium                                |
| 2009–10  | TSW Pegasus                                      | 2–1                                              | Citizen                                          | Hong Kong Stadium                                |
| 2010–11  | South China                                      | 2-1 (et)                                         | Tai Po                                           | Hong Kong Stadium                                |
| 2011–12  | Kitchee                                          | 3-3 (5-3 pen.)                                   | Sun Pegasus                                      | Hong Kong Stadium                                |
| 2012–13  | Kitchee                                          | 1–0                                              | TSW Pegasus                                      | Hong Kong Stadium                                |
| 2013–14  | Eastern                                          | 1–0 (et)                                         | Kitchee                                          | Hong Kong Stadium                                |
| 2014–15  | Kitchee                                          | 2–0 (et)                                         | Eastern                                          | Mong Kok Stadium                                 |
| 2015-16  | TSW Pegasus                                      | 2-1                                              | Yuen Long                                        | Hong Kong Stadium                                |
| 2016-17  | Kitchee                                          | 2-1                                              | South China                                      | Mong Kok Stadium                                 |
| 2017-18  | Kitchee                                          | 2-1                                              | Tai Po                                           | Hong Kong Stadium                                |
| 2018-19  | Kitchee                                          | 2-0                                              | Southern District                                | Hong Kong Stadium                                |
| 2019-20  | Eastern                                          | 2-0                                              | R&F                                              | Hong Kong Stadium                                |
| 2020-21  | Non disputato a causa della pandemia di Covid-19 | Non disputato a causa della pandemia di Covid-19 | Non disputato a causa della pandemia di Covid-19 | Non disputato a causa della pandemia di Covid-19 |
| 2021-22  | Non disputato a causa della pandemia di Covid-19 | Non disputato a causa della pandemia di Covid-19 | Non disputato a causa della pandemia di Covid-19 | Non disputato a causa della pandemia di Covid-19 |
| 2022-23  | Kitchee                                          | 7-1                                              | H.K. Rangers                                     | Mong Kok Stadium                                 |
| 2023-24  | Eastern                                          | 3-2 (dts)                                        | Sham Shui Po                                     | Mong Kok Stadium                                 |
| 2024-25  | Eastern                                          | 3-1                                              | H.K. Rangers                                     | Mong Kok Stadium                                 |

## Titoli per squadra
Le squadre in corsivo non esistono più.
| Club                       | Vittorie | 2° | Stagioni                                                   |
| -------------------------- | -------- | -- | ---------------------------------------------------------- |
| South China                | 10       | 5  | 1985, 1987, 1988, 1990, 1991, 1996, 1999, 2002, 2007, 2011 |
| Kitchee                    | 7        | 2  | 2012, 2013, 2015, 2017, 2018, 2019, 2023                   |
| Eastern                    | 7        | 2  | 1984, 1993, 1994, 2014, 2020, 2024, 2025                   |
| Seiko                      | 6        | 1  | 1975, 1976, 1978, 1980, 1981, 1986                         |
| Double Flower              | 4        | 2  | 1989, 1997, 1998, 2001                                     |
| Sun Hei                    | 3        | 2  | 2003, 2005, 2006                                           |
| Happy Valley               | 2        | 5  | 2000, 2004                                                 |
| H.K. Rangers               | 2        | 5  | 1977, 1995                                                 |
| Bulova                     | 2        | 1  | 1982, 1983                                                 |
| Tai Po                     | 1        | 3  | 2009                                                       |
| TSW Pegasus ( TSW Pegasus) | 2        | 3  | 2010, 2016                                                 |
| Ernest Borel               | 1        | 1  | 1992                                                       |
| Citizen                    | 1        | 1  | 2008                                                       |
| Yuen Long                  | 1        | 1  | 1979                                                       |
| Sea Bee                    | -        | 2  | -----                                                      |
| Tsuen Wan                  | -        | 2  | -----                                                      |
| Lai Sun                    | -        | 2  | -----                                                      |
| Tung Sing                  | -        | 1  | -----                                                      |
| Blake Garden               | -        | 1  | -----                                                      |
| Zindabad                   | -        | 1  | -----                                                      |
| Harps                      | -        | 1  | -----                                                      |
| Sing Tao                   | -        | 1  | -----                                                      |
| Orient & Yee Hope Union    | -        | 1  | -----                                                      |
| Southern District          | -        | 1  | -----                                                      |
| R&F                        | -        | 1  | -----                                                      |